# Cama

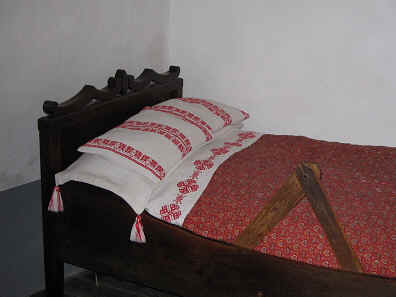
Cama

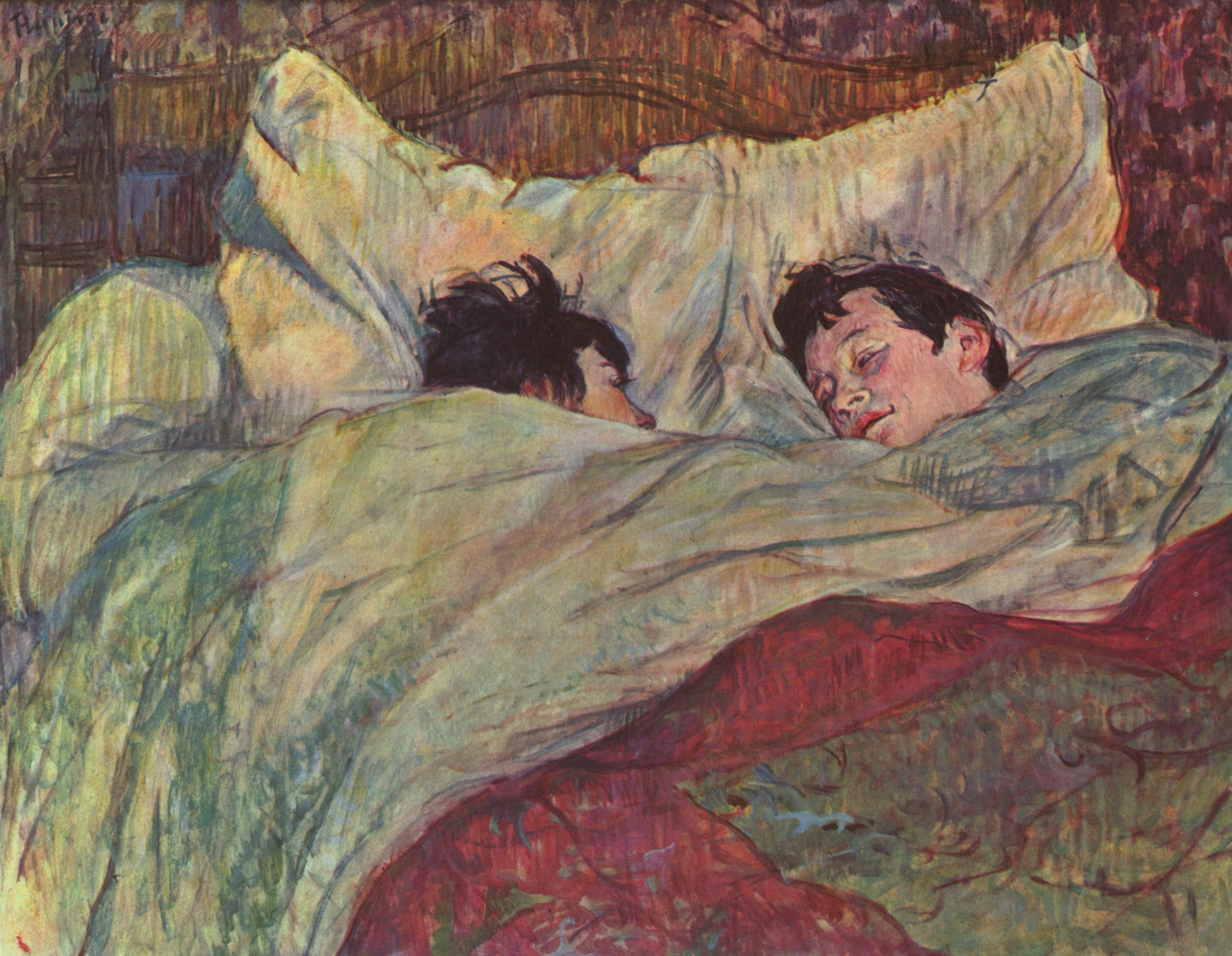
La cama. Cuadro de Toulouse-Lautrec (1892).

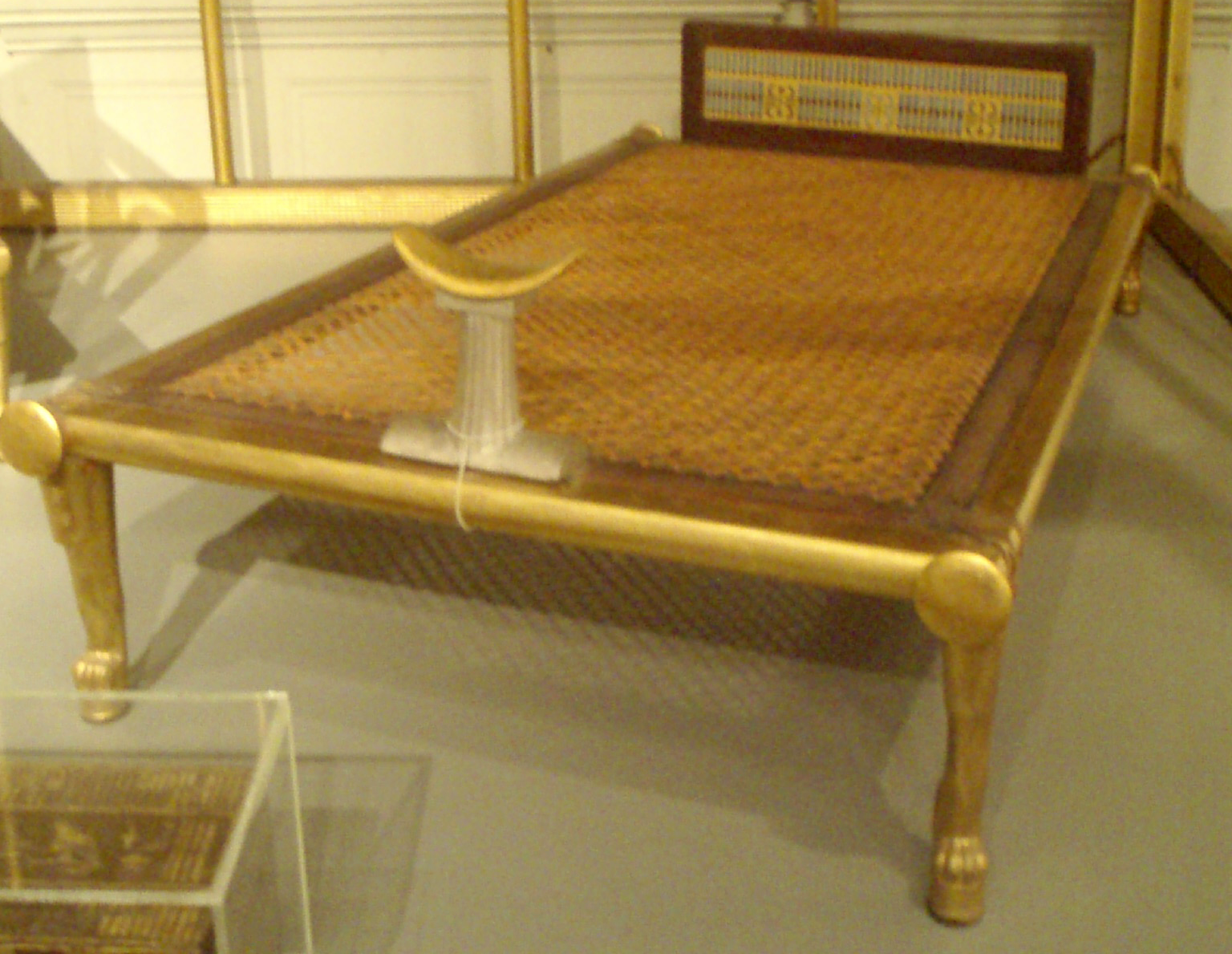
Copia de la cama de Hetepheres I. Dinastía IV de Egipto, c. 2600 a. C. Museum of Fine Arts, Boston, Estados Unidos.

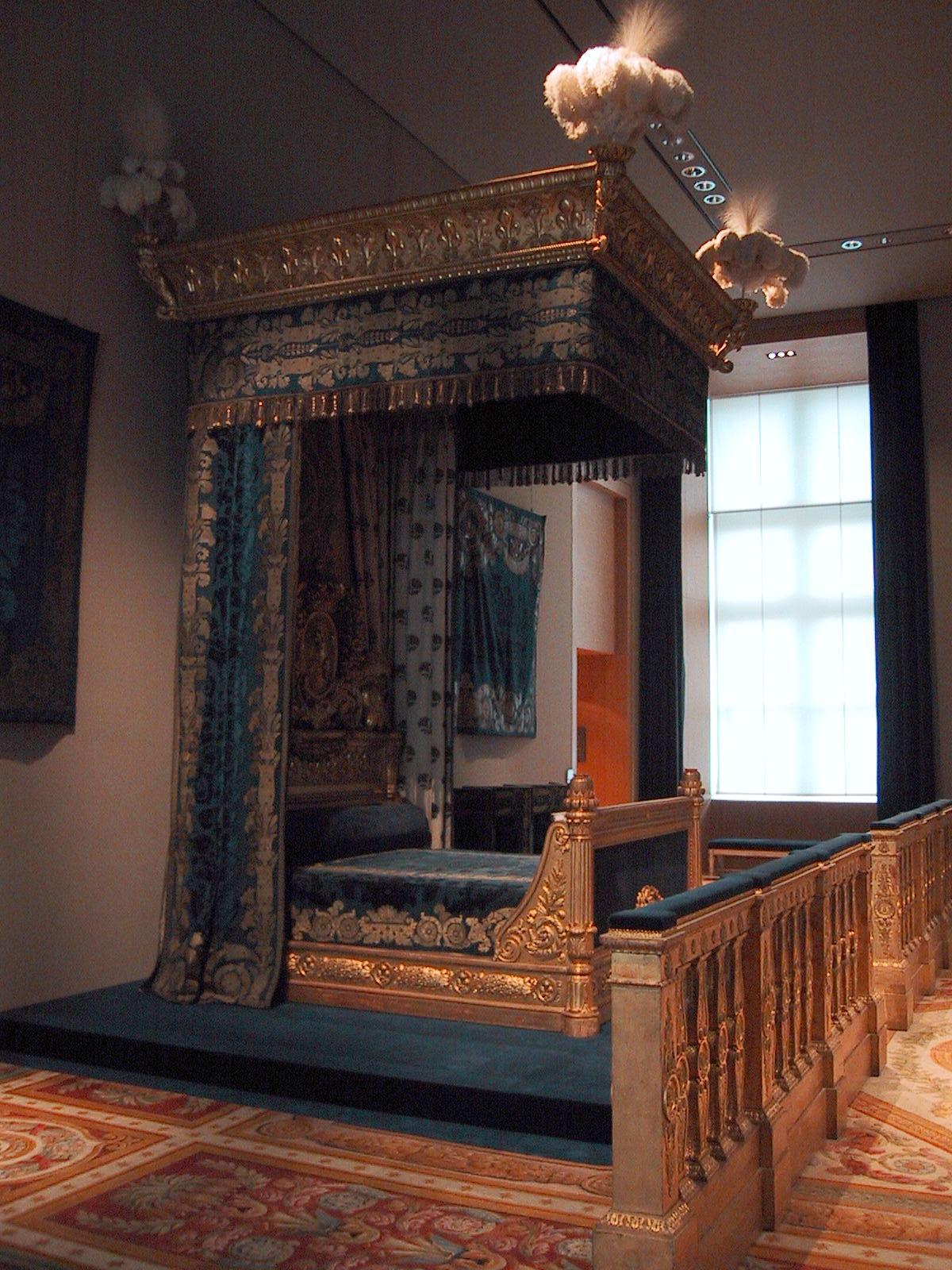
Cama con dosel (Museo del Louvre, Francia).

Una cama es un mueble que se utiliza para acostarse a dormir o descansar, aunque también suele usarse para otras actividades: leer, sentarse, mantener relaciones sexuales, comer, jugar, reposar en períodos de enfermedad, ver la televisión.
Las camas se presentan en un amplio abanico de formas y tamaños. Las primeras eran poco más que pilas de paja o algún otro material natural que se extendían por la noche sobre el suelo y se recogían durante el día. Un avance importante constituyó el elevarlas para evitar inundaciones, suciedades, infecciones o mordeduras de serpiente.
Las camas pueden tener un cabecero para apoyarse, y pueden tener barandillas laterales y pieceros. Las camas "sólo cabecero" pueden incorporar un "guardapolvo", un "faldón de cama" o una "cenefa" para ocultar el armazón de la cama. Para apoyar la cabeza, se suele colocar una almohada de material suave y acolchado en la parte superior del colchón. Para aislar al durmiente se suele utilizar algún tipo de  manta, a menudo sábana, una colcha o un edredón, denominados colectivamente ropa de cama. La ropa de cama es la parte de la cama que no es mueble y que se puede quitar para lavarla o airearla.

## Etimología

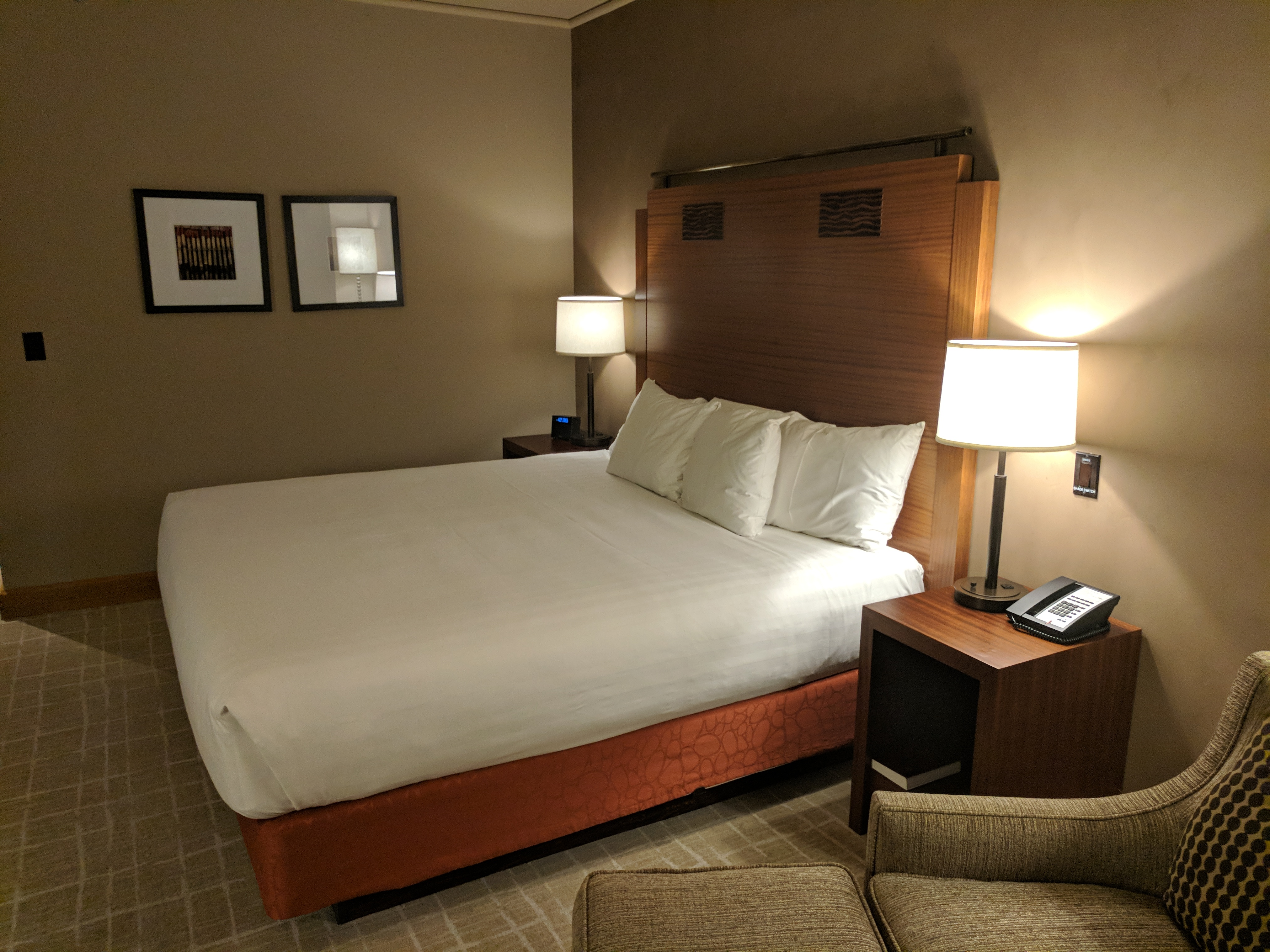
Camas modernas.

En Europa, los colchones se rellenaban con paja, tamo, pelo de animales (por ejemplo  crin de caballo, utilizada por su elasticidad), lana gruesa o plumón, y se apilaban, lo más blando arriba. Esta pila de colchones, sábanas, mantas y almohadas era lo que los primeros europeos llamaban "cama"; podía guardarse durante el día (un uso que sobrevive en palabras como featherbed). El somier, incluso cuando estaba presente, sostenía la cama, pero no se consideraba parte de ella.: 674-5 vol1 : 481vol3 : 674vol1 : 675-6 vol1 

## Historia

### Prehistoria
En agosto de 2020 los científicos informaron del descubrimiento de la ropa de cama de hierba más antigua del hace al menos 200 000 años, mucho más antigua que la ropa de cama más antigua conocida anteriormente. Especulan que plantas repelentes de insectos y capas de ceniza, a veces debido a la quema de ropa de cama de hierba más antigua, que se encuentran debajo de la ropa de cama se han utilizado para una base libre de suciedad, aislante y para mantener alejados a los artrópodos.

### Historia antigua

La cama dorada de Tutankamón del, un féretro de su tumba, diseñada para parecerse a la diosa Sekhmet, la feroz leona que protegía a los reyes en la vida y en la muerte, Museo de El Cairo

Las primeras camas eran poco más que montones de paja o algún otro material natural (por ejemplo, un montón de hojas de palmera, pieles de animales o helechos secos). Un cambio importante fue elevarlas del suelo, para evitar las corrientes de aire, la suciedad y las plagas.[cita requerida] En el Mioceno, que duró de veintitrés a cinco millones de años, antes de la aparición de los humanos, los simios empezaron a crear camas compuestas por una plataforma para dormir que incluía una almohada de madera.
La cama, que tiene forma propia desde las antiguas civilizaciones de Egipto y Asiria, consiste en un bastidor rectangular alargado, de madera o de metal, sostenido por pies elevados y terminado en un extremo o en ambos en un cabecero a modo de respaldo, que suele adornarse con figuras. 
Según algunos historiadores,[cita requerida] los griegos fueron los primeros que colocaron una especie de cabecero, más o menos elevado, sobre el armazón de la cama constituida por cuatro palos ensamblados, los cuales componían los montajes que sostenían la cama propiamente dicha.
Los persas, antes que los griegos, tenían sus camas con  baldaquinos y la cubrían con muchos tapices. Los baldaquinos los adornaban con bordados, metales preciosos (oro y plata), marfil y perlas.
Los romanos también tenían unas camas semejantes y, a medida que el Imperio se fue agrandando y enriqueciendo con sus conquistas, se fueron haciendo de maderas finas, como el ébano, cedro, etc., así como el bronce, variando también la clase de sus colchones, los cuales en un principio consistían en un sencillo saco de paja, pero que después se rellenaron de lana de Mileto y, posteriormente, de finísimas plumas.
En la Europa occidental, después de Jesucristo y hasta finales del siglo XII, aunque la cama debió de ser considerada como un mueble de gran importancia, desapareció en gran parte este lujo. Los príncipes tenían oficiales a su servicio que tenían el encargo de cuidar de su lecho. Las dimensiones de la cama llegaron a ser tan grandes que alguno de estos príncipes hacían que un criado golpease con un palo los colchones para persuadirse de que en ellos no se ocultara ninguna persona. 
En la época de Carlomagno, como prueba de deferencia y distinción se compartía la cama con el compañero de armas o con el huésped a quien se quería honrar, sin que la esposa del que prodigaba tal atención se marchara a otro lecho. Por entonces llegó a ser costumbre que la mujer acostara en su lecho a los perros. Y hasta hubo camas en las que se llegó a acostar a toda la familia: de aquí que sus dimensiones fueran tan descomunales.
En la época medieval aún se extendían tapices sobre el suelo o en algún banco adosado al muro, en los que se colocaban almohadones de plumas, lana o de crin animal y se utilizaban, a modo de cobertores, pieles de animales.
Las camas de los egipcios tenían sus pies en forma de patas de animales figurando en su cabecero la cabeza de estos. Las de los griegos y romanos solían llevar pies torneados y rectos y unas y otras se adornaban con incrustaciones preciosas. Durante los primeros siglos de la Edad Media la cama tuvo una estructura muy sencilla en Occidente, siempre rectangular y con pies rectos. Pero no faltaron ejemplares en que los pies eran a modo de columnas torneadas y esculpidas y más altas que el lecho, terminando por arriba en pomo. Llegado el siglo XIII, volvió a ponerse en uso la ornamentación de toda la cama con pinturas, relieves e incrustaciones y elevado cabecero, si se trataba de camas señoriales, y así se mantuvo hasta nuestros días con las variantes propias de los estilos de cada moda. 
Con frecuencia, y muy especialmente en los lugares fríos, se colocaba sobre la cama un pabellón o baldaquino ya desde las civilizaciones remotas, como se manifiesta en los relieves asirios y como se han visto en algunos ejemplares hallados en Egipto. Este pabellón, con unas cortinas, servía para reducir el tamaño del habitáculo consiguiendo que el calor corporal lo calentase con más facilidad que a toda la habitación. Desde el siglo XV dicho pabellón suele montarse en forma de lujosos doseles ya solos, ya apoyados sobre columnillas que se alzan sobre los pies o ángulos de la cama.
Por el contrario, en lugares especialmente cálidos, las camas eran de materiales buenos conductores del calor para evitar sentirse rodeado de material aislante por la noche y disipar mejor el calor del cuerpo. En al-Ándalus, pueden encontrarse lechos de la época califal, hechos de obra, con alicatado, en los que se sacrificaba la blandura del colchón en favor de mayor comodidad térmica.
El 7 de julio de 1946, el magnate Howard Hughes sufrió un gravísimo accidente en Los Ángeles cuando efectuaba el primer vuelo de prueba experimental del avión espía XF-11. Sufrió lesiones internas, múltiples fracturas (la clavícula, todas las costillas...) y quemaduras de tercer grado por todo el cuerpo que le dejarían secuelas el resto de su vida. En el hospital, Hughes llamó a sus ingenieros para que le hicieran una cama a medida. Siguiendo sus indicaciones técnicas, le pusieron un sistema hidráulico manejado por 30 motores eléctricos, que le permitía ajustar la cama pulsando varios botones, creando la moderna cama de hospital.

## Partes

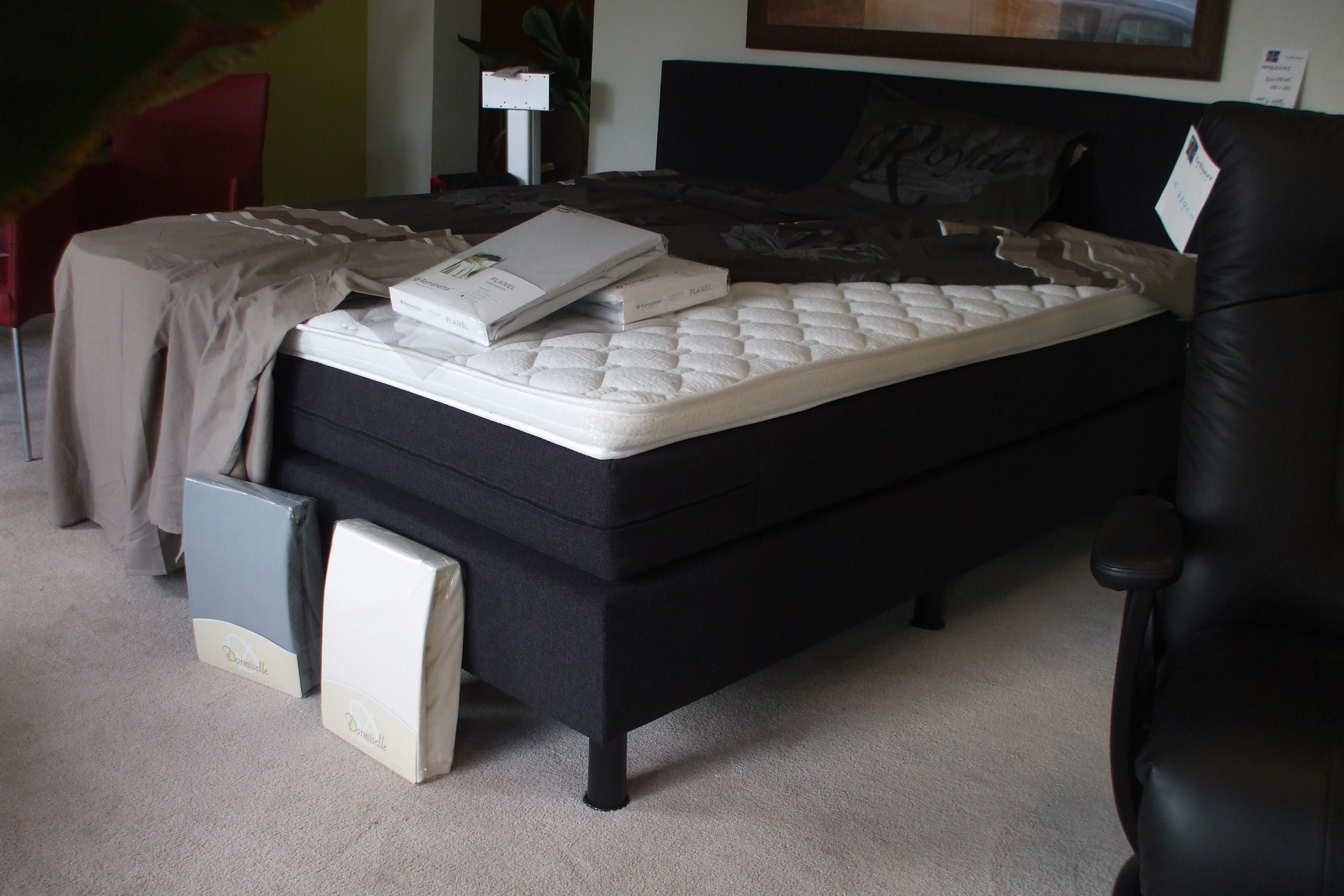
Canapé con colchón y ropa de cama

La cama puede dividirse en dos zonas principales:
- la superior, conformada por el colchón.
- la inferior, conformada por una base rígida como un canapé o semirrígida como un somier.

Los colchones pueden fabricarse con diversos materiales si bien el más extendido es el de muelles. Algunos elementos que complementan la cama son:
- almohada: pieza mullida que se coloca en el cabecero y que sirve para apoyar la cabeza.
- cabecero: tablero plano que se adosa a la pared en la parte superior de la cama. Puede ser de diversos materiales estando a menudo forrado o acolchado. Su función es evitar el roce de la cabeza con el muro, lo que también puede ser evitado con la almohada.

### Ropa de cama
La ropa de cama está constituida por diversos elementos destinados a proteger el colchón y proporcionar abrigo durante la noche. Entre ellos, se encuentran:
- sábanas: las sábanas térmicas suelen ser sábanas de franela, junto a las de pirineo, coralina y microlina.
  - sábana bajera: es la que se pone sobre el colchón para protegerlo. A menudo, se trata de sábanas ajustables en las esquinas mediante franjas elásticas para facilitar su colocación.
  - sábana encimera o arribera: es la que se coloca en la parte superior.
- manta: pieza de abrigo que se coloca sobre la sábana encimera.
- colcha: es la cubierta de la cama que la viste y que se retira durante la noche y también se denomina cubrecamas.
- edredón: como la colcha, se coloca en la parte superior de la cama.
- funda nórdica: se trata de una funda lavable rellena de material de abrigo. Sustituye a las mantas y a la sábana encimera.

## Medidas

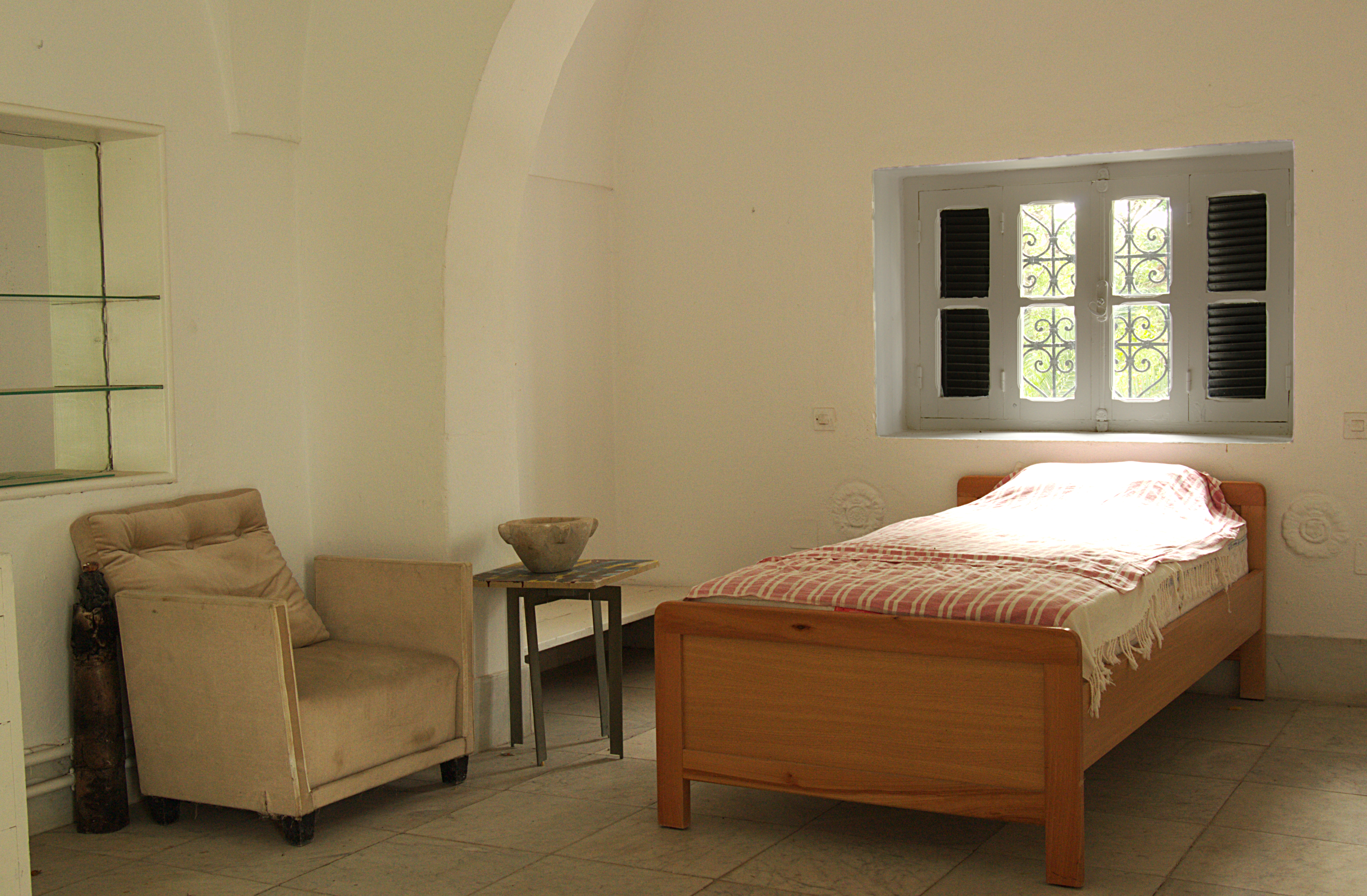
Cama individual

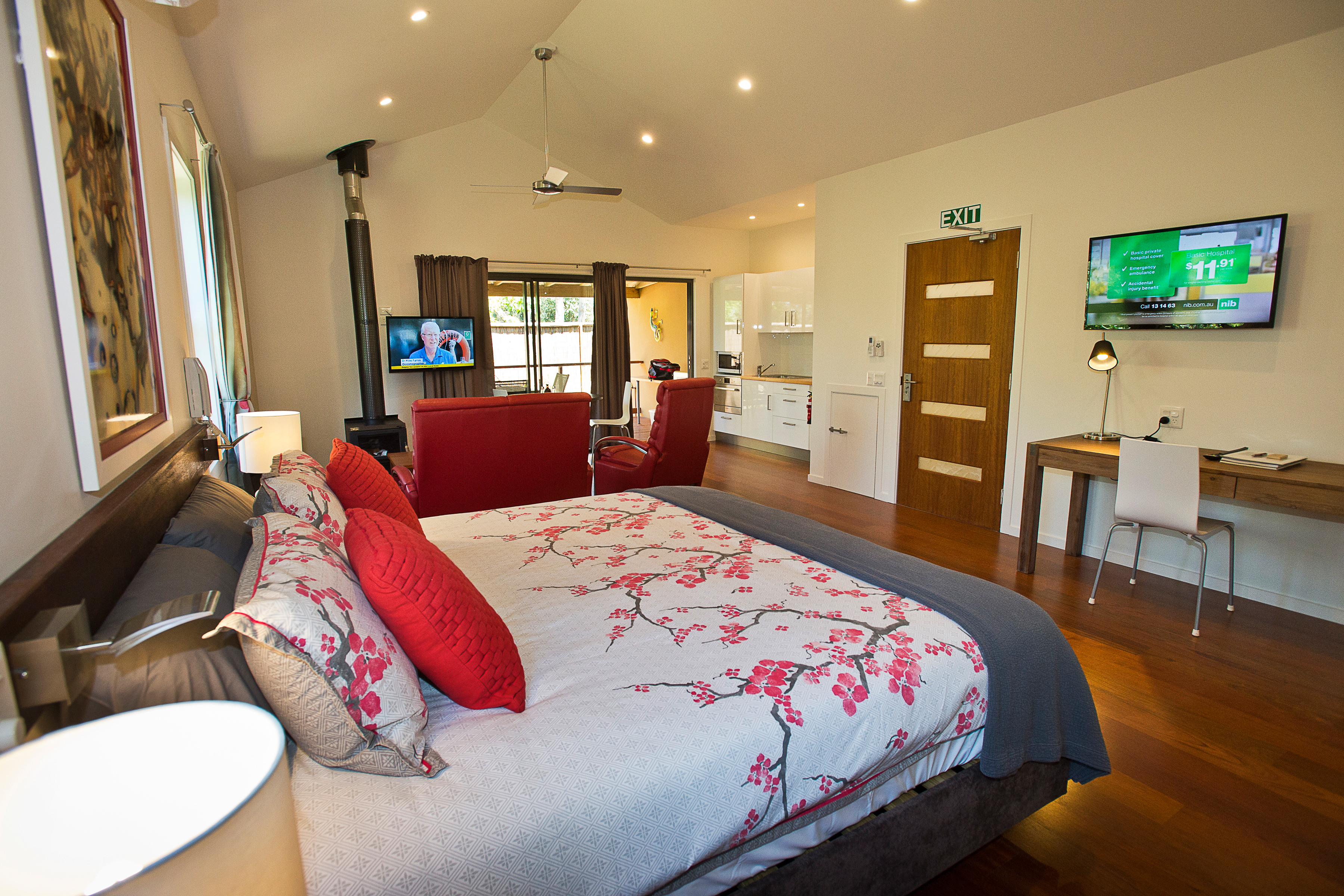
Cama king size

Las medidas corrientes de las camas son:[cita requerida]
- individual (también denominada sencilla):
  - anchura: 80, 90 o 105 cm
  - longitud: 190, 200 o 210 cm
- matrimonial (en algunos contextos, también denominada doble):
  - anchura: 120, 135 o 150 cm
  - longitud: 200 o 210 cm
- queen size (‘tamaño reina’):
  - anchura: 160 cm
  - longitud: 210 cm
- king size (‘tamaño rey’):
  - anchura: 180, 200 o 210 cm (la anchura de dos camas individuales) 
  - longitud: 210 cm

La denominación por "plazas" varía de país en país:
- 1 plaza (la medida mínima): de 100 o 120 cm de anchura
- 1 y 1/2 plazas: 130 o 140 cm
- 2 plazas: 150 cm o más.
- 2 y 1/2 plazas: 200 cm de anchura (king size)
- imperio: más de 200 cm de anchura.

## Tipos de camas

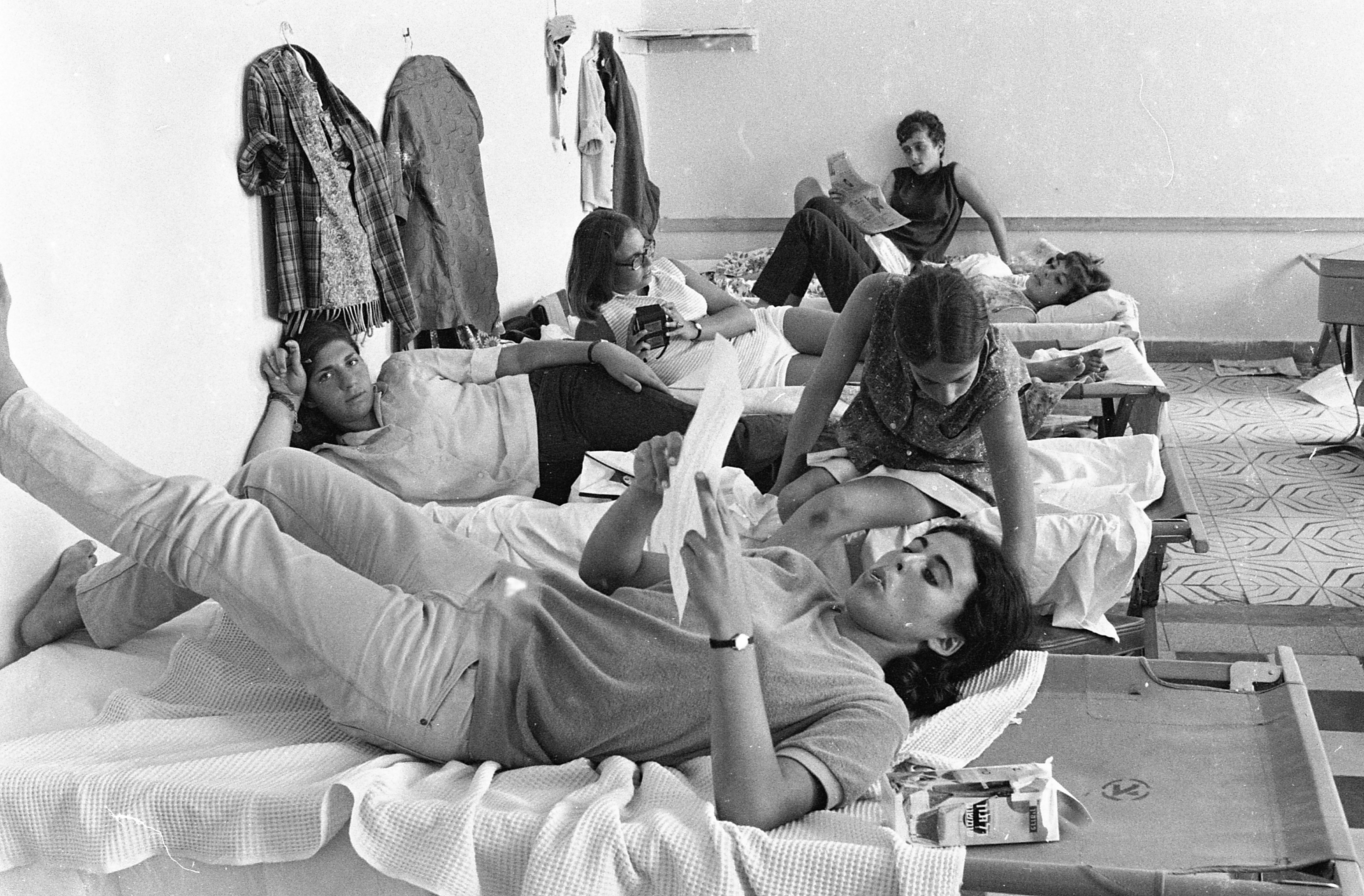
Catre o cama plegable, Israel 1969

La altura de cama estándar es de 40 cm aproximadamente.

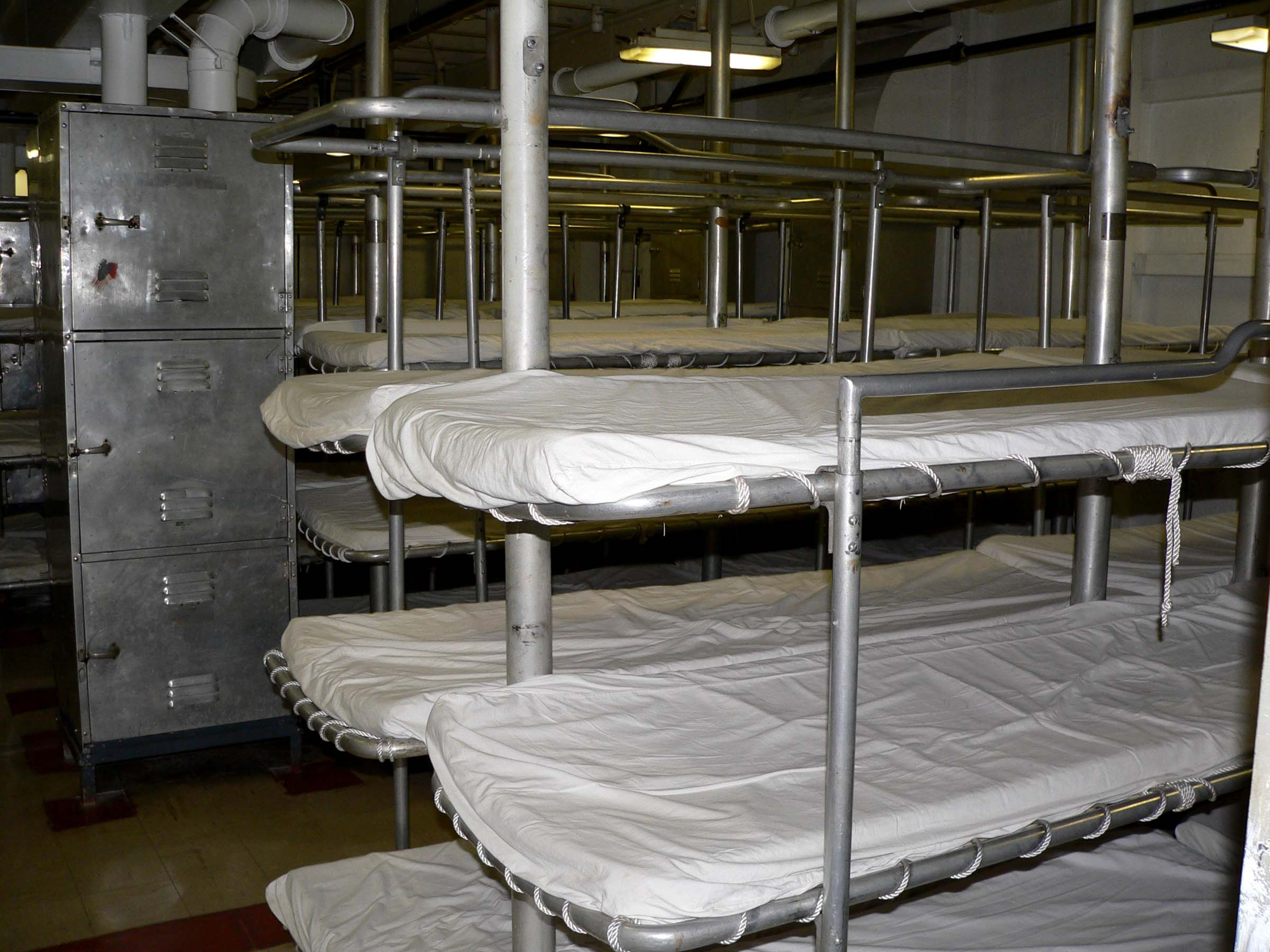
Literas de un barco de la marina.

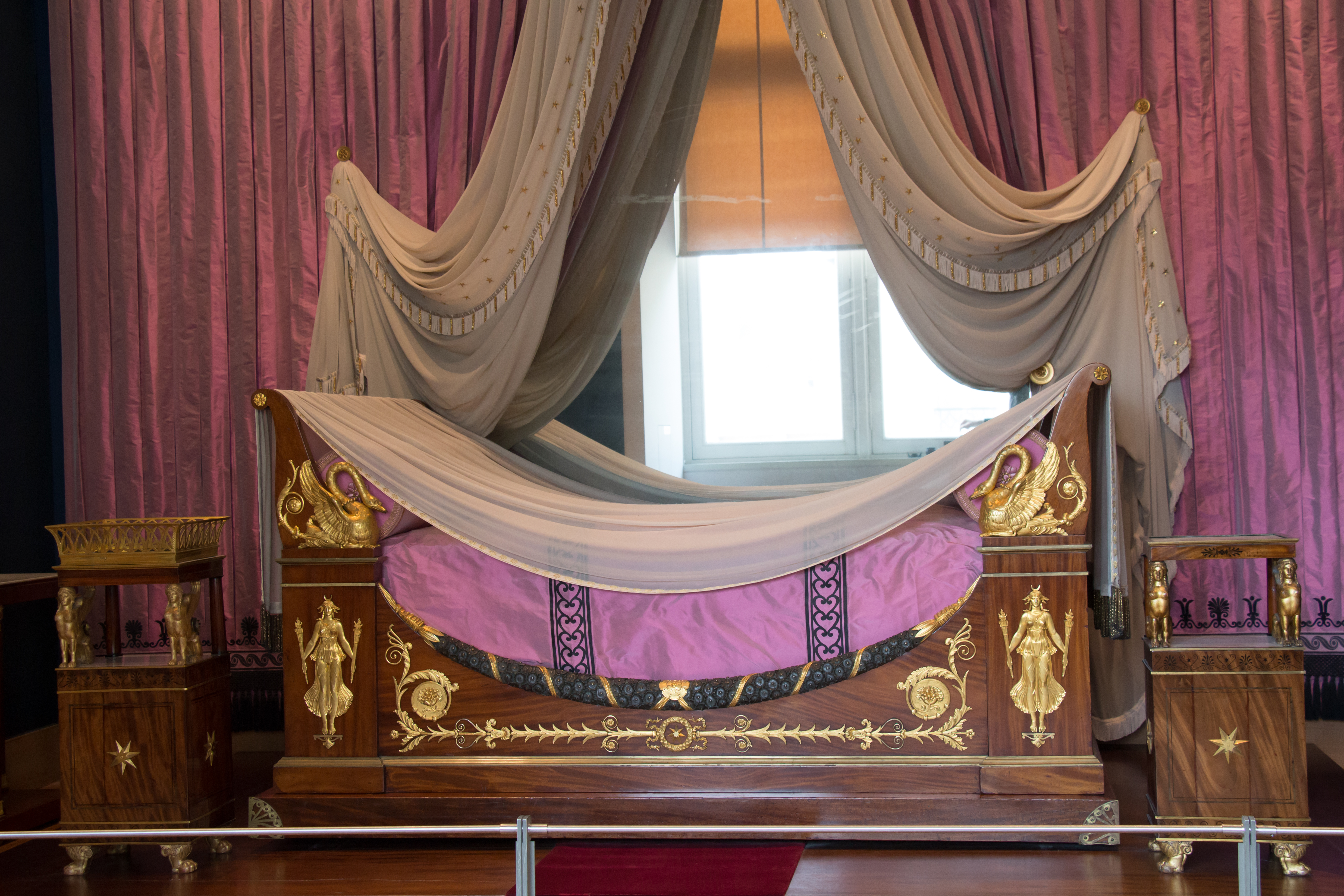
Cama «en góndola»

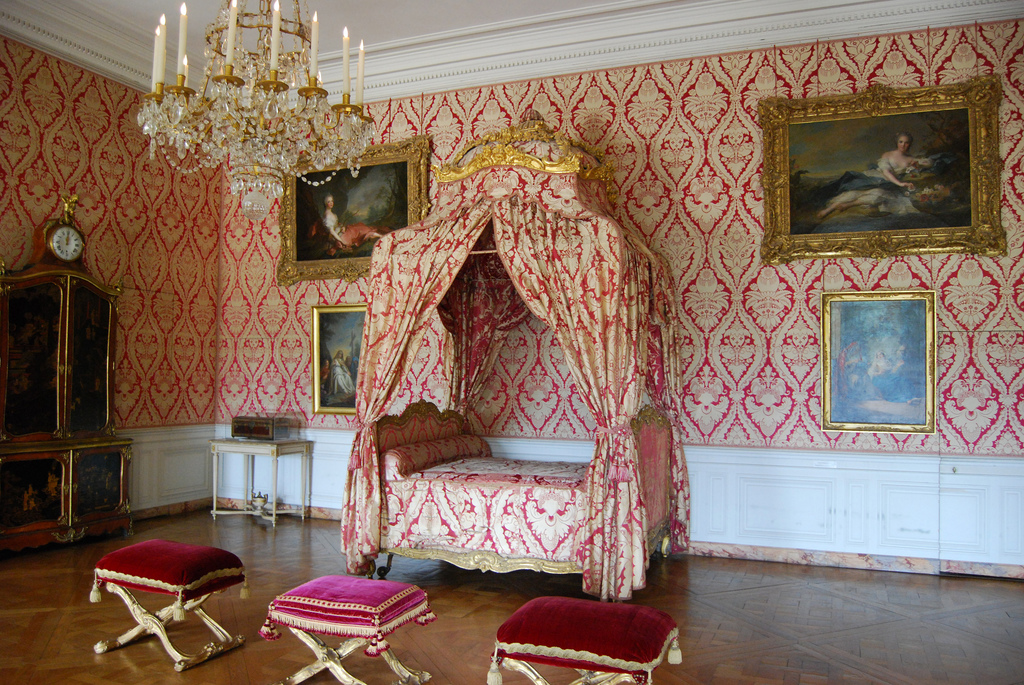
Cama «a la polaca»

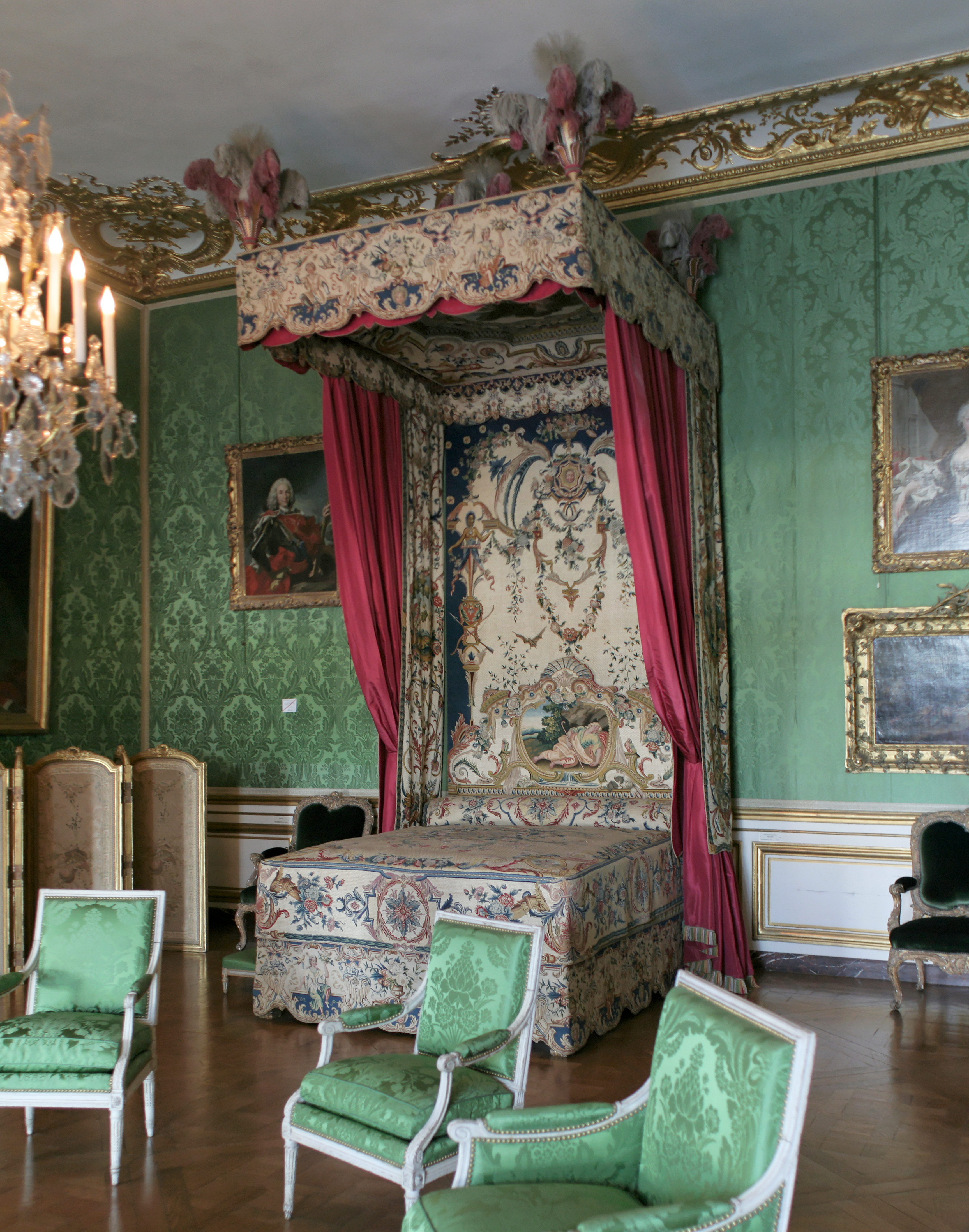
Cama «a la duquesa»

- Litera o cama cucheta: compuesta de dos o más camas, unas encima de las otras.
- Cama plegable: cama que se pliega para guardar cuando no se utiliza.
- Sofá cama: mueble que tiene la doble función de sofá y cama.
- Base cama: mueble formada por dos bases hechas de madera a la que al unirlas forman una cama individual.
- Cama con dosel: la que cuenta con un armazón total o de cabecera para cubrir con cortinas a la cama. Estas pueden ser: malla transparente contra insectos, tela blanca que brinda privacidad pero deja pasar la luz, bloqueador de luz, una tela gruesa o pesada que aísle del frío, o una combinación de ellas.
- Cama turca: especie de sofá sin brazos que sirve para descansar o dormir.
- Cama redonda: cama en la que duermen varias personas, es un término usado con connotación sexual mayormente aunque en algunos hoteles existen camas especiales de esa forma (como con forma de corazón).
- Cama de agua: cama con una cámara interior sellada llena de agua, y que puede estar conectada a un sistema que produzca vibraciones que simulen un masaje.
- Cuna: cama pequeña para bebés.
- Cama nido o cama marinera: cama formada por dos muebles. Una cama individual estándar y otra de patas plegables que se guarda debajo.
- Cama eléctrica: cama constituida por un sommier articulado que se acciona por medio de un motor eléctrico. El colchón utilizado es por necesidad de un material flexible como el látex. Cuenta con mando para mover, independientemente, el cabecero y la parte inferior.
- Cama-cuna: es una cama de 1 plaza con barandas, suele venir una cajonera compuesta que se coloca a los pies achicando el largo de la cama sirviendo así como cuna hasta que al crecer el niño se retira el mueble y las barandas quedando una cama de 1 plaza común.
- Cama camera: es la cama de 3/4 de plaza, usada mayormente como auxiliar, ronda los 70 cm de ancho. En Argentina antiguamente se designaba así a la cama de plaza y media (120 cm) cuando se usaba para dos por lo incómodo que allí se duerme.
- Cama tijera, catre o catre tijera: variedad de cama plegable que se dobla a lo largo, sus pies están formados por dos listones cruzados unidos por una articulación. Al abrirse presenta una superficie elástica de tela y /o malla metálica por lo que lleva un colchón de espesor mínimo (colchoneta) o no lleva en absoluto. Suelen ser de 3/4 plaza. Usadas para excursión o ejércitos mayormente.
- Cama de camarote: cama muy corta en la que un adulto no puede dormir extendido, solía usarse en barcos ya que por su tamaño está adaptada a rincones bajo cubierta.
- Cama cuadrada: actualmente en desuso, era de 150 x 150 cm. En ella se acomodaban varios niños para dormir. Se usaba principalmente en lugares de climas fríos.
- Cama ortopédica: es la de uso hospitalario, posee varias articulaciones que permiten plegarla levemente para que se eleven los pies del paciente, la cintura y/o espalda además de contar con barandas removibles y puntos de sujeción para atar al paciente y soporte de algunos implementos médicos como ser suero, monitores, armazones de suspensión y tracción de miembros, etc.
- Cama temática: nombre que se da a las camas que tienen formas peculiares con temáticas relacionadas con series, objetos como carros o películas.
- Cama rebatible: está unida por bisagras a la pared o es parte de un mueble que puede simular ser un ropero cuando está oculta. Posee solo dos patas plegables en el extremo opuesto al anclaje, cuando no se usa se eleva y queda fuera de la vista dejando el lugar de la cama disponible al liberar el espacio que esta ocupa.
- Cama elástica: lona flexible que se une a un bastidor por medio de unos muelles que se utiliza para dar saltos como divertimento.
- Cama «a la duquesa» (lit à la duchesse): con un dosel que sobresale de la pared sin soportes.
- Cama «a la federación» o «a la revolución» (lit à la révolution): con decoración de estilo romano, de moda durante la Revolución francesa.
- Cama «a la polaca» (lit à la polonaise): con dosel sobre soportes de hierro formando una cúpula y cortinas por los cuatro costados.
- Cama «a lo ángel»: variante de la cama a la duquesa con un dosel más corto que el colchón.
- Cama de día: nombre que se da a varios tipos de muebles de descanso diurno, como el diván, la cama turca o la chaise longue.
- Cama empotrable: la que se recoge verticalmente durante el día en un armario.
- Cama «en góndola» (en bateau): de forma curvilínea que recuerda una barca, propia del estilo Imperio.
- Cama imperial (lit à l'imperiale): variante de la cama a la duquesa con el dosel en forma de corona.
- Cama tumbal (lit en tombeau): variante de la cama a la duquesa con el dosel inclinado y el piecero más bajo que el cabecero.
- Cama carriola: cama de baja altura sobre ruedas, pensada para guardarse bajo otra cama y desplegarse por la noche.

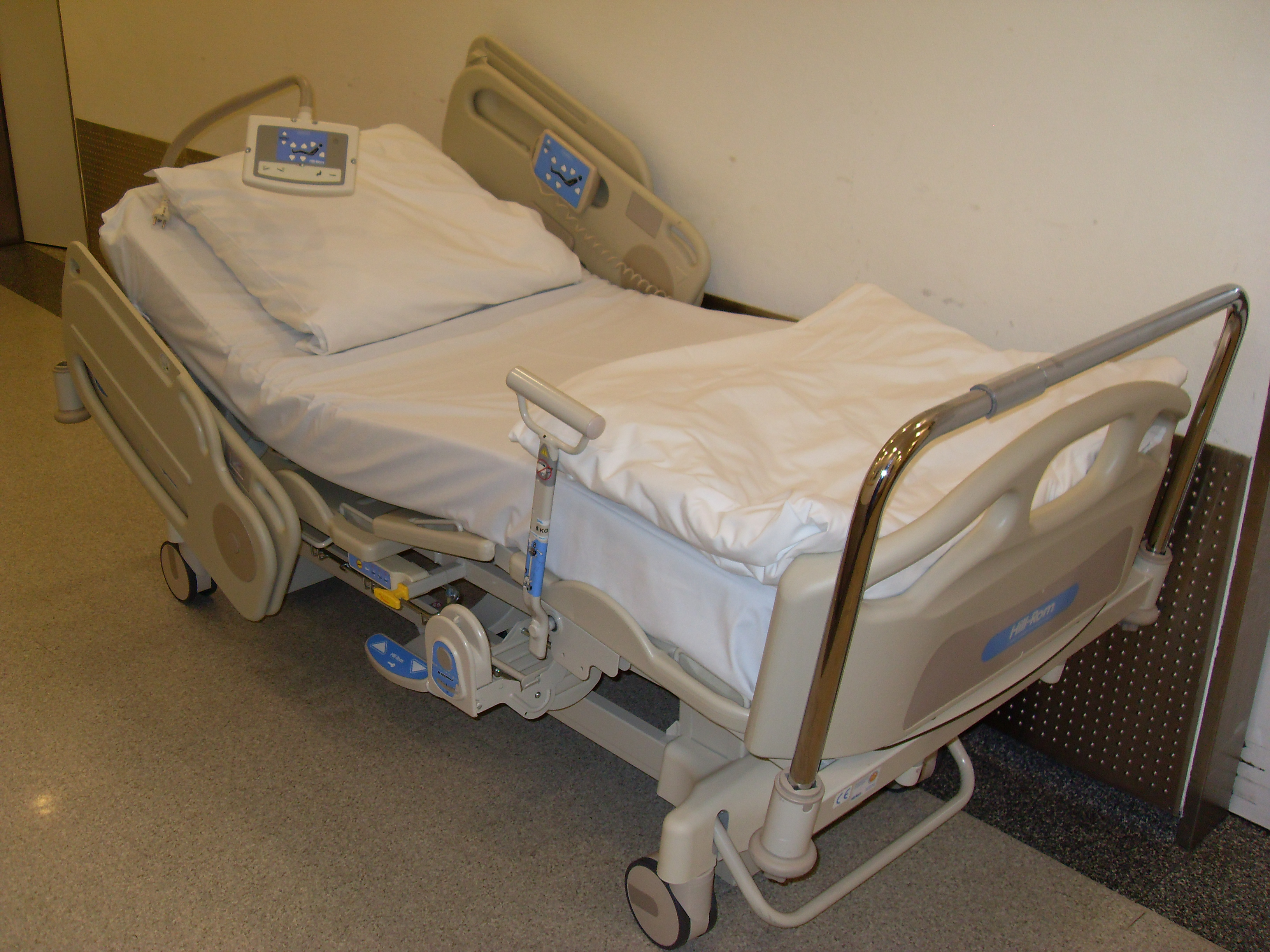
Cama ortopédica de hospital
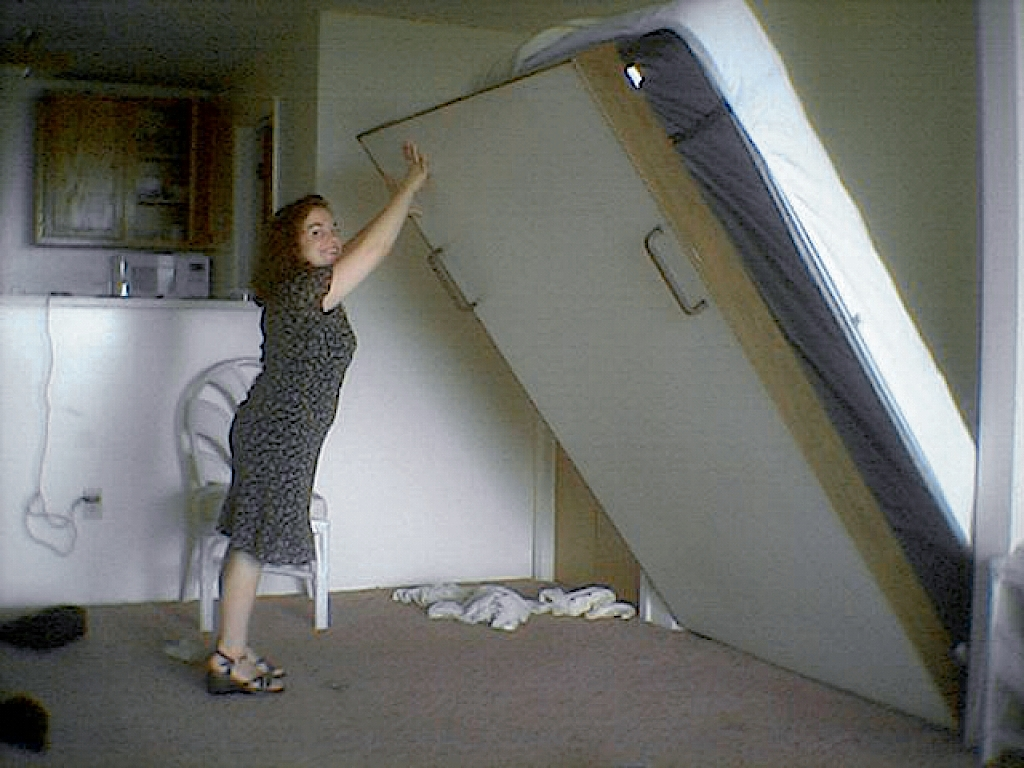
Cama abatible
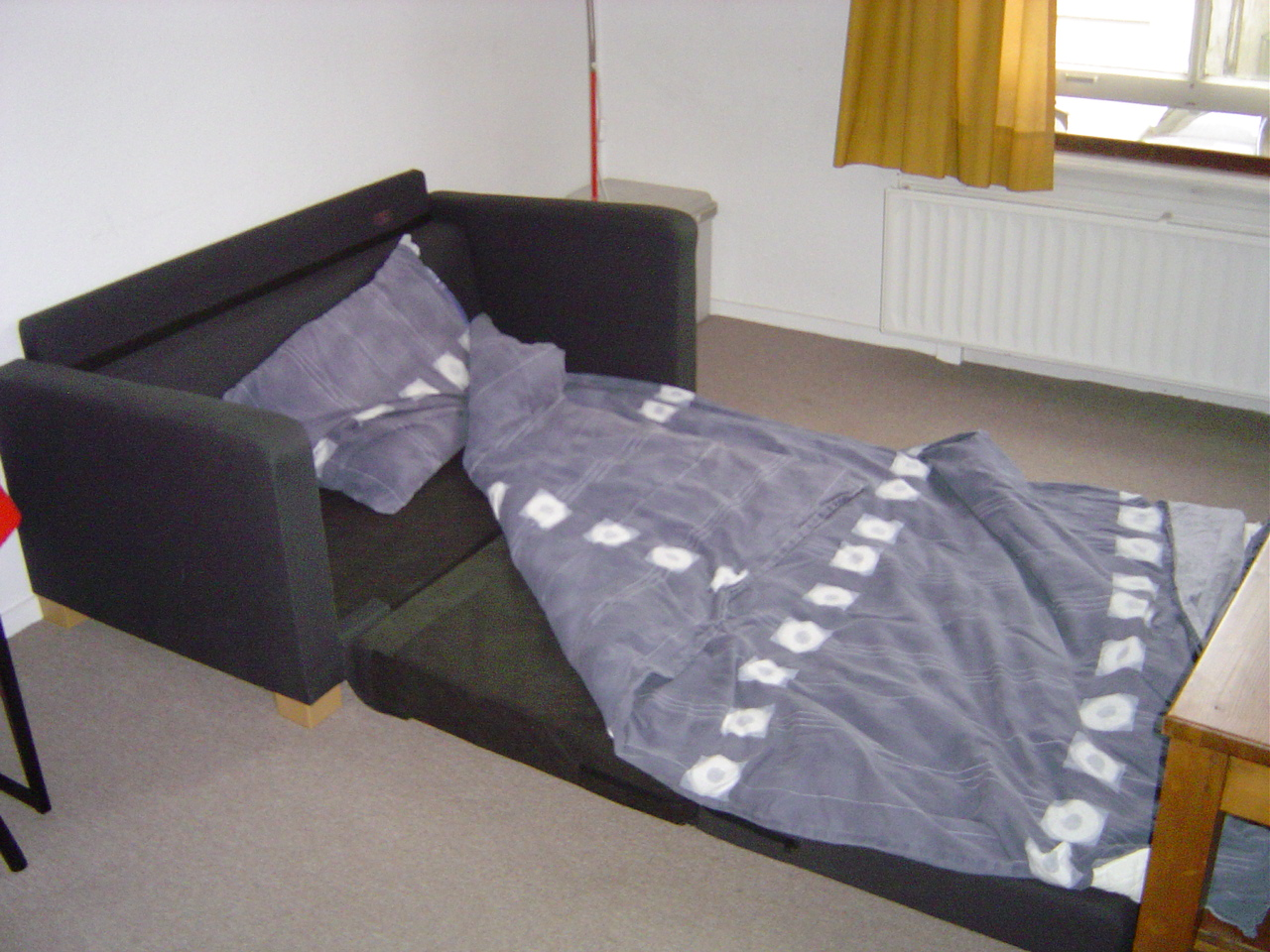
Sofá cama
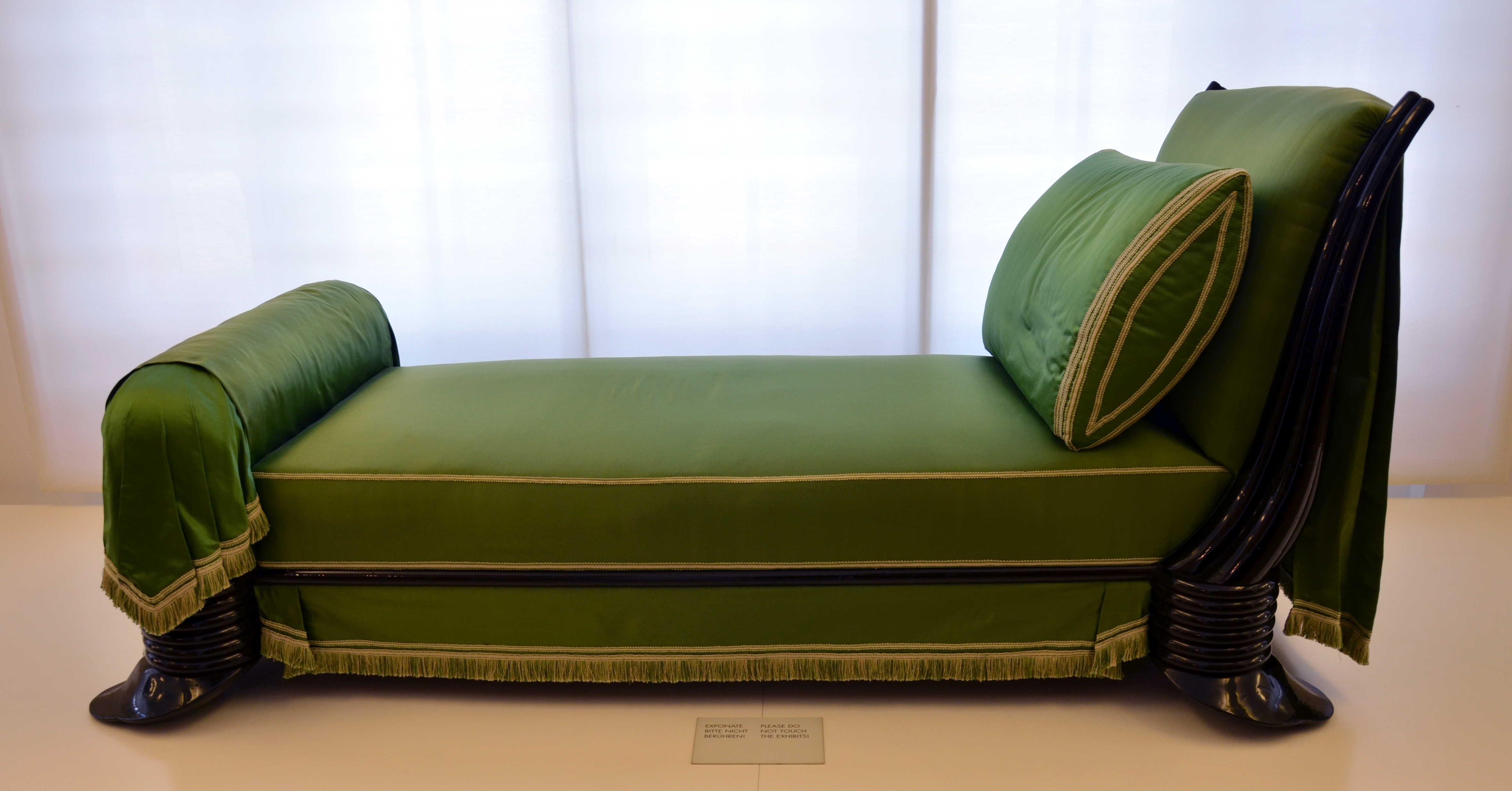
Cama de día
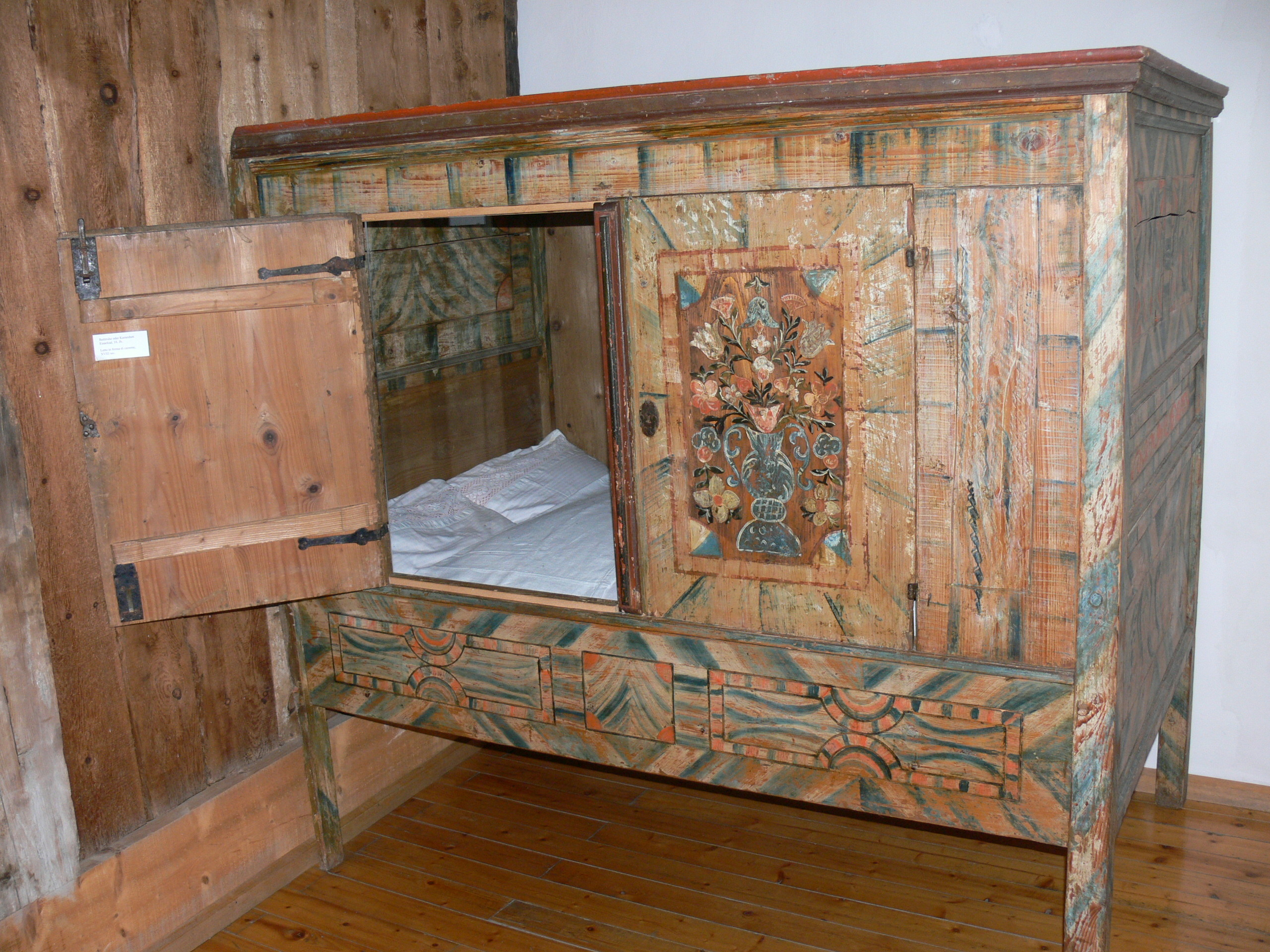
Cama caja
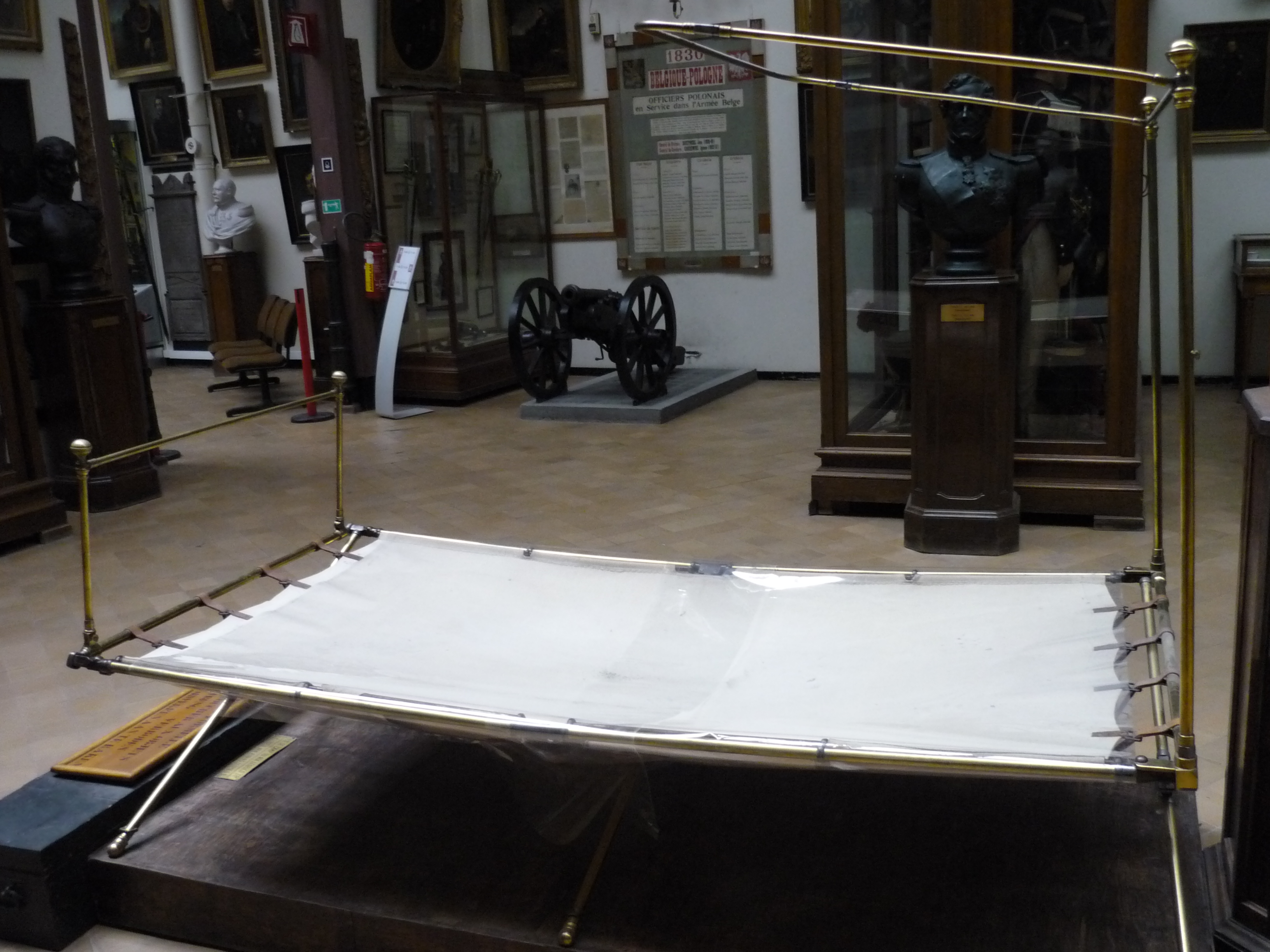
Cama tijera
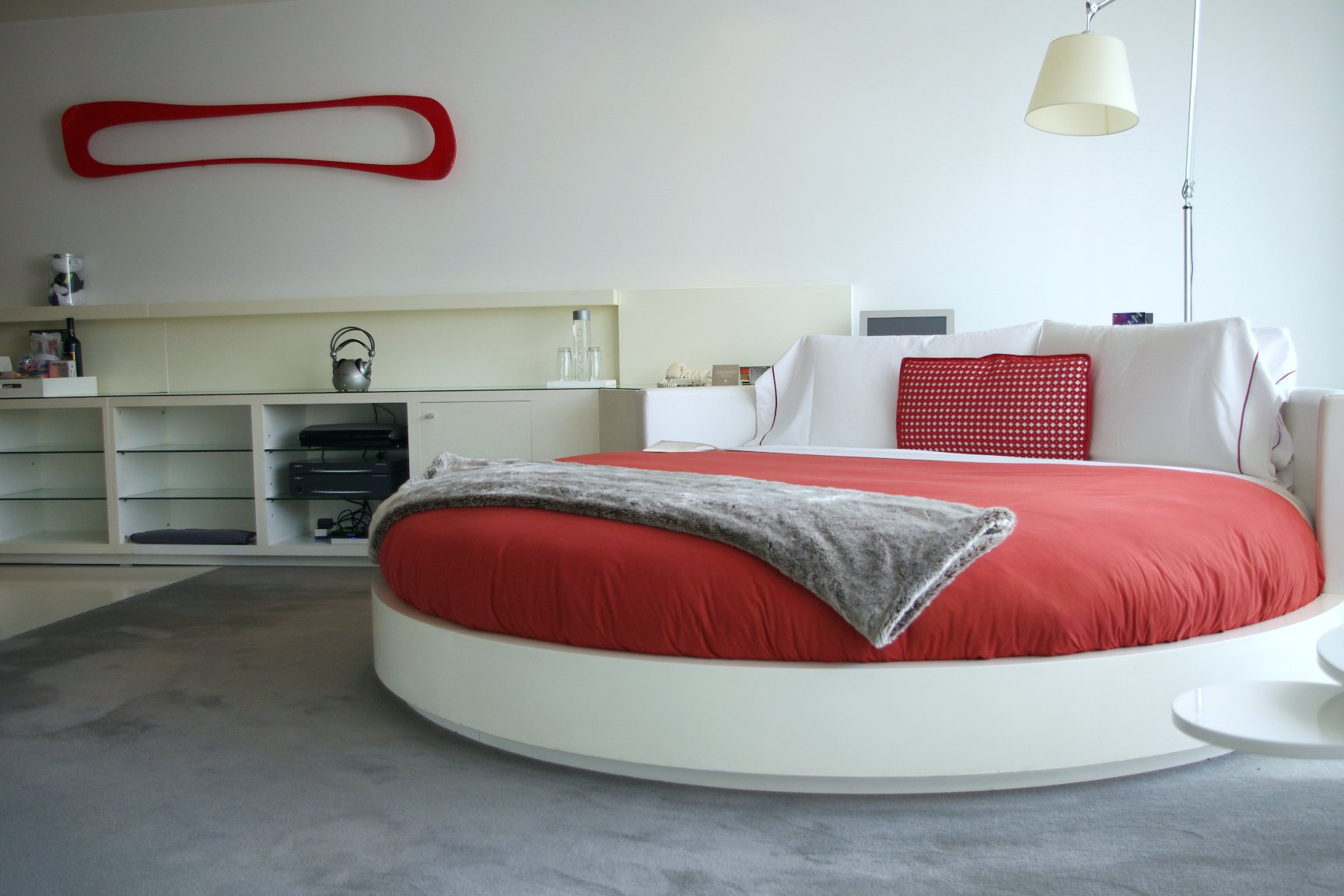
Cama redonda
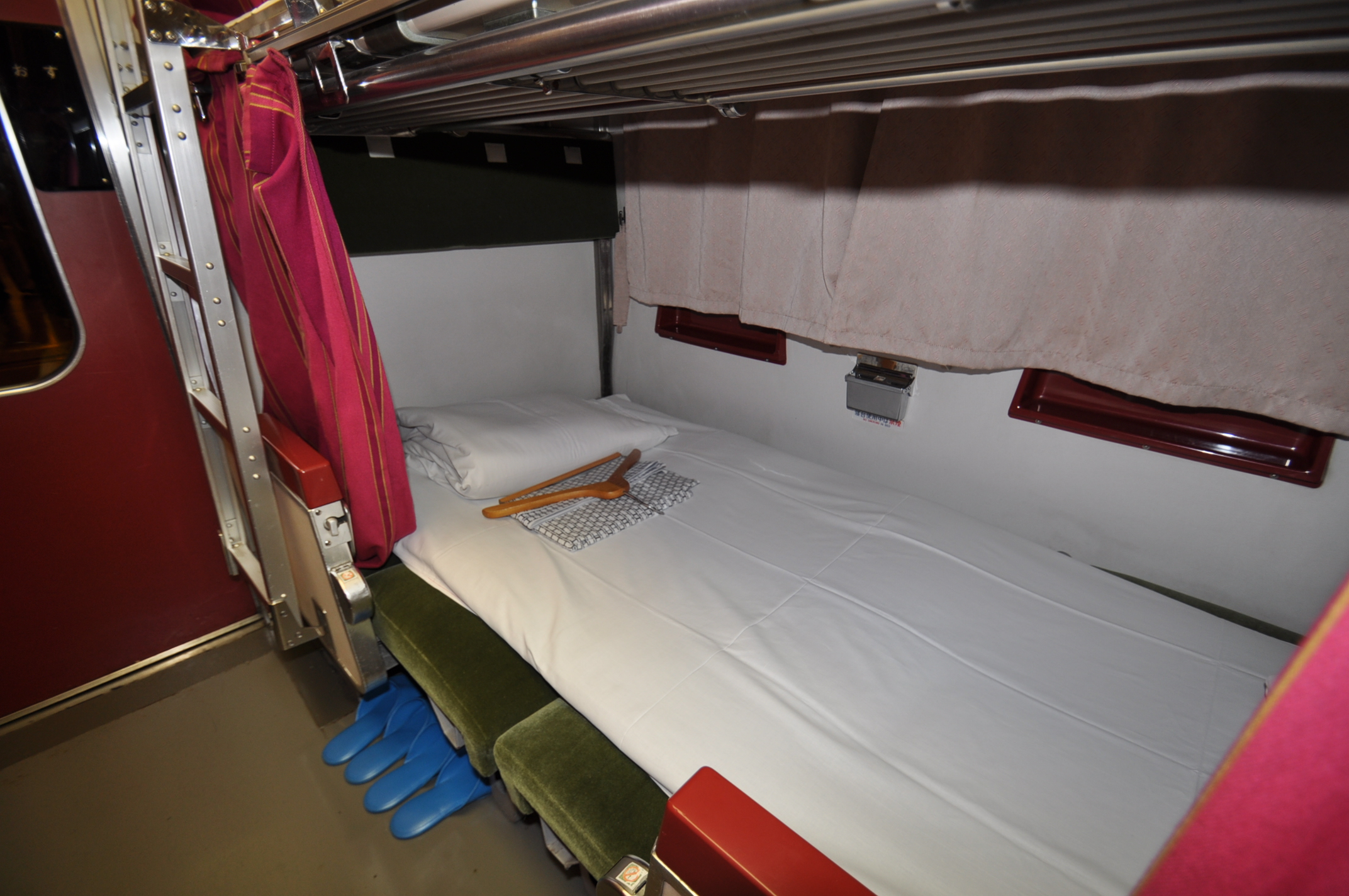
Tren-cama
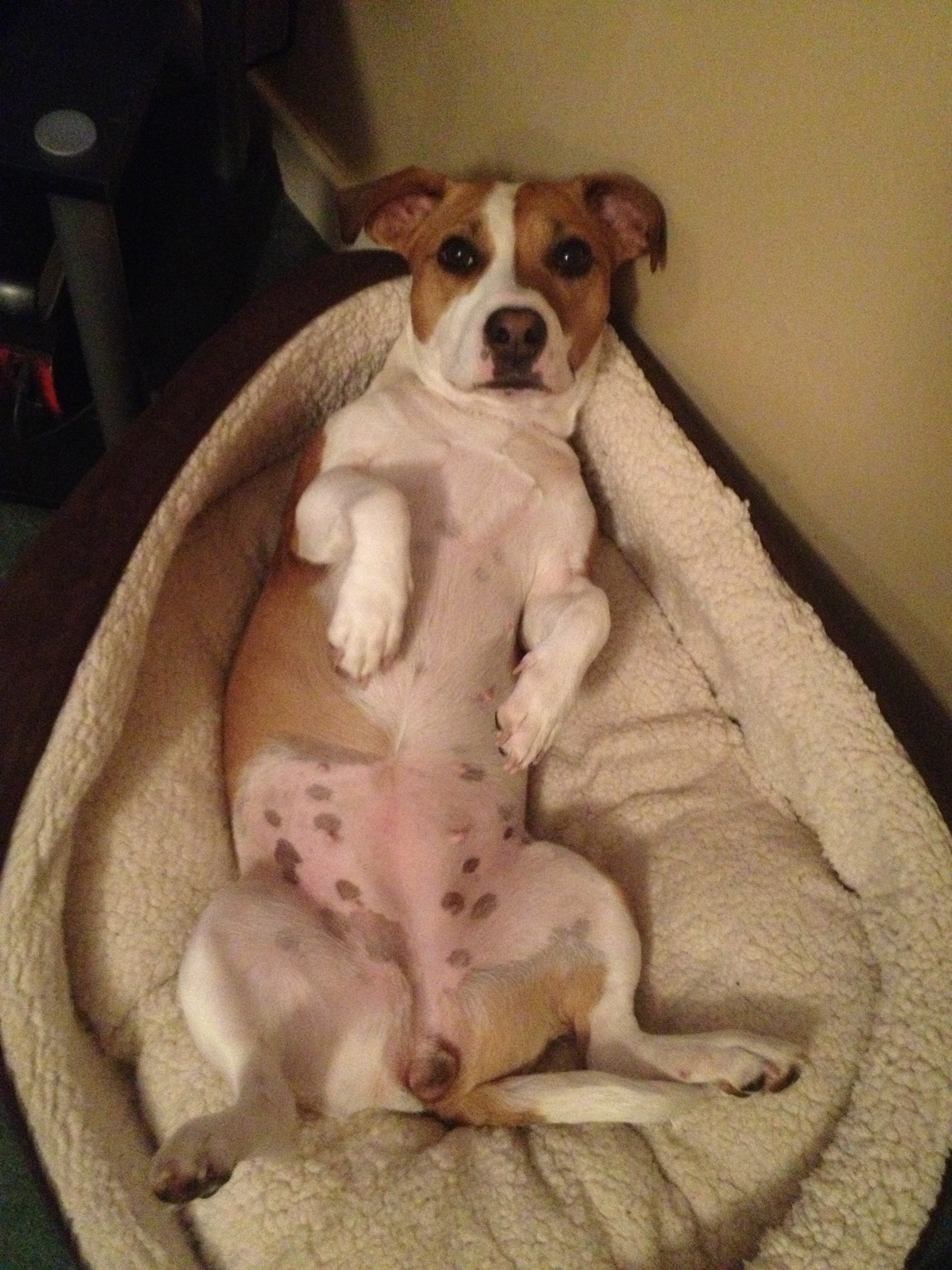
Cama de perro